# Фёдоровский, Константин Степанович
Константи́н Степа́нович Федоровский (8 января 1906 г., Бугуруслан, Самарская губерния, Российская империя — 28 декабря 1944, Черновцы) — советский военачальник, генерал-майор (1944).

## Биография
Родился в 1906 году в г. Бугуруслан Самарской губернии. В 1918 году окончил 4-х классную образцовую школу.
В ноябре 1919 года добровольно вступил в РККА и был зачислен в запасной полк в г. Бугуруслан. В апреле 1920 г. демобилизован.
Работал в Бугурусланской Чрезвычайной комиссии (ЧК) помощником регистратора. В июле того же года вступил в Коммунистический отряд по борьбе с бандами.
С сентября 1920 по июнь 1921 г. был делопроизводителем в Бугурусланской ЧК, затем вновь стрелком в Коммунистическом отряде по борьбе с местными бандами.
С сентября 1921 г. там же служил самокатчиком, затем адъютантом командира батальона ЧОН. С сентября 1922 г. (после расформирования батальона) работал в уездном комитете ВКП(б), с апреля 1923 г. — в уездном комитете комсомола.
В сентябре 1923 г. К. С. Фёдоровский поступил в Ульяновскую Краснознаменную пехотную школу им. В. И. Ленина, по ее окончании в сентябре 1926 г. назначен командиром взвода в 30-й стрелковый полк Ленинградского военного округа (г. Череповец). В декабре того же года переведен в 128-й стрелковый полк, дислоцировавшийся в г. Торопец Псковской губернии, где прослужил более 5 лет на должностях исполняющего дела командира стрелкового взвода и взвода конных разведчиков, командира роты. В июне 1932 г. назначен в 97-й стрелковый полк Белорусского военного округа (г. Чаусы) на должность командиром роты. В последующем занимал должности начальника штаба батальона, помощника начальника штаба полка.
С декабря 1936 по июль 1937 г. проходил обучение на курсах начальствующего состава по разведке при Разведывательном управлении РККА в Москве, по возвращении в полк занимал должности помощника начальника и начальника штаба полка. С сентября 1938 г. зачислен слушателем Военной академии РККА им. М. В. Фрунзе. В период Советско-финляндской войны 1939—1940 гг. капитан К. С. Фёдоровский временно был откомандирован из академии в Сибирский военный округ. С 4 февраля 1940 г. прикомандирован к штабу 166-й стрелковой дивизии в г. Томск по должности начальника 2-го отделения штаба дивизии, затем с 11 марта исполняющий дела помощника начальника оперативного отдела штаба 56-го стрелкового корпуса в г. Ашхабад. По окончании «Зимней войны» в мае 1940 г. вновь возвратился в академию для продолжения учебы.
В конце июня 1941 г. майор К. С. Фёдоровский окончил академию и был назначен начальником оперативного отделения, он же заместитель начальника штаба 245-й стрелковой дивизии, находившейся на формировании в г. Вышний Волочёк Калининской области. Вместе с дивизией, в составе 34-й Армии Северо-Западного фронта участвовал в боях под Старой Руссой. Дважды выводил разрозненные части дивизии из окружения: первый раз — из района Астрибово вывел штаб дивизии с бойцами численностью около 1500 человек; второй раз — в районе Демянска вывел до 700 человек.13 октября 1941 г. назначен командиром 901-го стрелкового полка 245-й стрелковой дивизии. Полк в районе Лобаново, Исаково отбивает вместе со 188-й стрелковой дивизией немецкое наступление на Валдай.
В декабре 1941 года майор К. С. Фёдоровский был откомандирован в распоряжение Военного совета Сибирского военного округа на укомплектование новых стрелковых дивизий. С 4 января 1942 г. назначен начальником штаба 448-й стрелковой дивизии в г. Кемерово, переименованной затем в 303-ю стрелковую. 17 апреля дивизия была переброшена в г. Буй Ярославской обл. в состав 2-й резервной армии. В июле 1942 года в составе 60-й армии дивизия участвовала в Воронежско-Ворошиловградской оборонительной операции: в результате боёв части дивизии сначала отбросили немецкие части на северную окраину Воронежа, а впоследствии вели упорные оборонительные и наступательные бои северо-западнее города.
С сентября 1942 года полковник Фёдоровский назначен на должность исполняющего дела командира 303 стрелковой дивизии. В конце января дивизия вошла в состав 40-й армии этого же фронта и участвовала в Воронежско-Касторненской наступательной операции, вела упорные бои севернее г. Оскол. В феврале — марте 1943 г. К. С. Фёдоровский находился в госпитале по ранению, затем вновь вступил в командование той же дивизией, которая входила в состав 3-й танковой армии Юго-Западного фронта и участвовала в Харьковской оборонительной операции. За бои по форсированию реки Северский Донец и бои на плацдарме севернее Старого Салтова в ходе Белгородско-Харьковской наступательной операции полковник К. С. Фёдоровский был награждён орденом Суворова 2-й степени.
Далее, командуя 303 стрелковой дивизией, полковник К. С. Фёдоровский участвовал в Кировоградской наступательной операции, Корсунь-Шевченковской наступательной операции, в Уманско-Ботошанской наступательной операции, форсировании рек Южный Буг и Днестр, освобождении городов Ямполь и Бельцы.
В августе 1944 года принимал участие в Ясско-Кишиневской наступательной операции. В боях 21 декабря 1944 г. командир дивизии генерал-майор К. С. Фёдоровский, будучи в боевых порядках частей в районе 1 км северо-восточнее Саздице, был тяжело ранен и 28 декабря умер от ран.
«Погиб он 28 декабря 1944 года. Мы попали в окружение из-за румынских соседей. Он пошел поднимать пехоту. Его, конечно, приметили и открыли огонь из миномета. Осколок попал в живот. Мы, разведчики, вытащили его сквозь кольцо окружения. Оставили в госпитале, но во время операции он умер»Иванов Мстислав Борисович, Драбкин А. С. "Я ходил за линию фронта". Откровения войсковых разведчиков. М., Эксмо, 2010 г.
Похоронен в г. Черновцы, Центральный парк культуры и отдыха им. Т. Г. Шевченко.

## Воинские звания
- майор (1940 г.)
- подполковник (1942 г.)
- полковник (1943 г.)
- генерал-майор (1944 г.)

## Награды
- три Ордена Красного Знамени (23.05.1943) (15.09.1944) (03.11.1944)
- Орден Суворова 2 степени (27.08.1943)

## Память
- в 1968 году улицу Тельмана города Воронеж назвали в честь генерал-майора Фёдоровского.[4]
- в 1984 году Кирпичная улица города Кемерово была названа в честь Константина Степановича Фёдоровского.
- На основании решения городского Совета народных депутатов Кемеровской области от 24 апреля 2004 года за активное участие в военно-патриотическом воспитании и поисковой работе школе № 14 города Юрга Кемеровской области было присвоено имя командира Кузбасской 303 Краснознаменной Верхнеднепровской стрелковой дивизии, сформированной на территории Кузбасса в годы Великой Отечественной войны, генерала Константина Степановича Фёдоровского.